# 穆棱煤矿公司
穆棱煤矿公司位于黑龙江省哈尔滨市南岗区阿什河街。2013年被列为第七批全国重点文物保护单位。
该建筑建于1912年，文艺复兴风格。穆棱煤矿公司于1926年在此开业。目前此处开设黑龙江省委幼儿园。2013年作为哈尔滨犹太人活动旧址群的一部分被列为第七批全国重点文物保护单位。